# جو والش (بازیکن فوتبال، زاده ۱۹۹۲)
جو والش (انگلیسی: Joe Walsh؛ زادهٔ ۱۳ مهٔ ۱۹۹۲) بازیکن فوتبال اهل بریتانیا است.
از باشگاه‌هایی که در آن بازی کرده است می‌توان به باشگاه فوتبال سوانزی سیتی، باشگاه فوتبال میلتون کینز دونز، و باشگاه فوتبال کراولی تاون اشاره کرد.